# 拉姆施泰特
拉姆施泰特（德語：Lamstedt，發音：[ˈlamʃtɛt]）是德国下萨克森州库克斯港县的市镇，面积52.87平方千米，2023年12月31日人口为3,391人。